# Harry Dexter White
Harry Dexter White (Boston, Massachusetts, 9 d'octubre de 1892 – Fitzwilliam, New Hampshire, 16 d'agost de 1948) va ser un economista nord-americà, director del Departament del Tresor dels Estats Units, que va participar en la conferència de Bretton Woods. White va redactar el primer esborrany del Fons Monetari Internacional, una setmana després de l'atac japonès a Pearl Harbor.
L'agost de 1948 White es va veure obligat a testificar i a defensar la seva reputació davant el Comitè d'Activitats Anti-americanes, HUAC per les sigles en anglès. Tres dies després de testificar, va morir d'un atac de cor a la seva residència d'estiu a FitzWilliam, New Hampshire. Diverses fonts, inclòs el FBI i els arxius soviètics, assenyalen que White va passar informació estatal secreta a la Unió Soviètica.